# Zajączek (rodzaj ssaków)
Zajączek (Nesolagus) – rodzaj ssaków z rodziny zającowatych (Leporidae).

## Rozmieszczenie geograficzne
Rodzaj obejmuje gatunki występujące w górach Barisan na Sumatrze oraz w północnej i środkowej części Gór Annamskich w Laosie i Wietnamie.

## Morfologia
Długość ciała (bez ogona) 370–420 mm, długość ogona około 17 mm, długość ucha 30–50 mm, długość tylnej stopy 67–87 mm; masa ciała prawdopodobnie około 1,5 kg.

## Systematyka
Rodzaj zdefiniował w 1899 roku szwajcarski zoolog i botanik Charles Immanuel Forsyth Major w artykule zatytułowanym O kopalnych i współczesnych Lagomorpha, opublikowanym w czasopiśmie „Transactions of the Linnean Society of London. Zoology”. Gatunkiem typowym jest (oznaczenie monotypowe) zajączek błotny (N. netscheri).

### Etymologia
Nesolagus: gr. νησος nēsos ‘wyspa’ (tj. Sumatra); λαγός lagós ‘zając’.

### Podział systematyczny
Do rodzaju należą następujące występujące współcześnie gatunki:
| Grafika | Gatunek             | Autor i rok opisu                        | Nazwa zwyczajowa  | Podgatunki         | Rozmieszczenie geograficzne | Podstawowe wymiary                              | Status IUCN |
| ------- | ------------------- | ---------------------------------------- | ----------------- | ------------------ | --- | ----------------------------------------------- | ----------- |
|         | Nesolagus timminsi  | Averianov, Abramov & A.N. Tikhonov, 2000 | zajączek annamski | gatunek monotypowy | północna i środkowa część gór Gór Annamskich (Laos i Wietnam); być może południowa część Gór Annamskich; zakres wysokości: około 200 m n.p.m. | DC: brak danych DO: brak danych MC: brak danych | EN          |
|         | Nesolagus netscheri | (Schlegel, 1880)                         | zajączek błotny   | gatunek monotypowy | endemit Indonezji: zachodnia część Sumatry (góry Barisan); zakres wysokości: do 900 m n.p.m.                                                  | DC: 37–42 cm DO: około 1,7 cm MC: około 1,5 kg  | DD          |

Kategorie IUCN:  EN  – gatunek zagrożony,  DD  – gatunki o nieokreślonym stopniu zagrożenia.
Opisano również gatunki wymarłe:
- Nesolagus longisinuosus (Qiu Zhuding & Han Defen, 1986)[12] (Chińska Republika Ludowa; miocen)
- Nesolagus sinensis Jin Changzhu, Tomida, Wang Yuan & Zhang Yingqi, 2010[13] (Chińska Republika Ludowa; plejstocen).